# Wilhelm Massing (Architekt)
Wilhelm Massing (* 5. Oktober 1904 in Weiler bei Bingen; † 21. Juli 1981) war ein deutscher Architekt und Stadtplaner in Frankfurt am Main.

## Ausbildung
Nach dem Besuch der Volksschule in Weiler und des Stefan-George-Gymnasiums in Bingen studierte er von 1924 bis 1926 an der Technischen Hochschule Darmstadt. Von 1926 bis 1928 war er praktisch in Dortmund (Bürohaus der Thyssen AG in Düsseldorf) und München (Stadterweiterung Ludwigsburg) sowie im Hochbauamt Hamburg tätig, ab 1928 setzte er das Studium an der Technischen Hochschule Stuttgart fort und absolvierte 1930 die Hauptprüfung zum Diplom-Ingenieur.

## Beruflicher Werdegang bis zum Ende des Zweiten Weltkriegs
Von 1930 bis 1931 war er Mitarbeiter des Architekten Wiederanders in Davos (Planung von Wohnhaus- und Hotelumbauten) und von 1931 bis 1932 Mitarbeiter von Architekt O. Schärli Luzern (Wettbewerb für das Kantons-Spitals, Wohnbauten des Konsortiums Stollberg, Stadtüberbauungsprojekt).
1932–1933 setzte er sein Studium an der Technischen Hochschule Mailand fort und promovierte über die italienischen Elemente im Cuvilliés-Theater in München.
Von November 1932 bis Juli 1936 war er Mitarbeiter des Mailänder Architekturbüros Faludi und selbständig für Planung und Bauaufsicht der Lichtspielhäuser Excelsior, Lirico, Olimpia in Mailand, des Lichtspielhauses Faraggiana in Novara, sowie den Umbau eines Theaters in Brescia, und die städtebauliche Gestaltung von Bergamo zuständig. Von der Familie zurückgerufen, eröffnete er 1936 sein eigenes Architekturbüro in Frankfurt am Main. Er war beteiligt am
Bau von Einfamilienhäusern sowie der Vierjahresplan-Siedlung in Oberursel der Nassauischen Heimstätten.
Vom 1. April 1940 bis 20. Januar 1945 wurde er zur Reichspostdirektion in Posen für die Planung von Fernmeldebunkern dienstverpflichtet.
Dort heiratete er am 19. November 1943 die Postsekretärin Frau Margarethe geb. Herold. Sie kehrten im Dezember 1944 nach Weiler zurück und zogen 1946 nach Frankfurt, und 1951 nach Neu-Isenburg. Sie hatten zwei Söhne, Andreas (* 1945) und Thomas (* 1952).

## Beruflicher Werdegang nach dem Zweiten Weltkrieg
Von Januar bis Dezember 1945 war er bei der Reichspost in Bendorf dienstverpflichtet und wurde von Januar bis Mai 1946 von der Oberpostdirektion Frankfurt als Angestellter übernommen. 1947 nahm er seine Tätigkeit als selbständiger Architekt wieder in Frankfurt auf und bezog das im Krieg nur leicht zerstörte Büro in der Stiftstraße 2. 1947 gestaltete er die Bildwerke des Oster-Prozessionswegs"Kreuzweg" der Gemeinde Weiler, war von 1953 bis 1971 für den Wiederaufbau und die Erweiterung der Polstermöbelwerke Johann und Alexander Bretz in Gensingen zuständig und im Jahre 1947 Architekt für den Ausbau der Jugendherberge Burg Stahleck in Bacharach. Er war Mitglied im wieder gegründeten Bund Deutscher Architekten (BDA).
Massing wirkte sowohl städtebaulich als auch denkmalrestaurierend am Wiederaufbau Frankfurts mit (s. u. Aufzählung der wichtigsten Gebäude). 1973 schloss er das Architekturbüro in Frankfurt und verlegte es nach Neu-Isenburg. Wilhelm Massing starb am 21. Juli 1981 in Weiler und wurde auf dem Waldfriedhof in Neu-Isenburg bestattet.

## Bauten (Auswahl)
- 1949–1953: Planung und Bauleitung des Hauses der Jugend, der Jugendherberge Frankfurt am Deutschherrenufer sowie Renovierung des Kuhhirtenturms in der Großen Rittergasse
- 1950: Erster Preis im Altstadtwettbewerb der Wiederaufbau A.G. um Dom und Alten Markt; „Mainuferbebauung“; Beauftragung mit Planung und Durchführung der Arbeiten in der Altstadt zwischen Römer und Dom
- 1954–1956: Wiederaufbau der Katharinenkirche zusammen mit Theo Kellner und Charles Crodel (Glasfenster)
- 1961–1965: Wiederaufbau der Peterskirche in Frankfurt, zusammen mit Theo Kellner und Charles Crodel (Glasfenster)
- 1963–1965: Neubau des Sitzes des Börsenvereins des Deutschen Buchhandels mit Cantate-Saal im Großen Hirschgraben
- 1964: Auftrag des Landeskonservators Hessen zur Erarbeitung eines denkmalpflegerischen Konzepts zur Erhaltung Alt-Sachsenhausens; Aufmaß aller Straßenzüge und Bewertung neuer Bauanträge; Vorschlag zur Ausgestaltung der Straßen und Plätze sowie ihrer Ausstattung mit sechs Brunnen (z. B. der Frau-Rauscher-Brunnen in der Klappergasse)
- 1966: Altersheim in Preungesheim
- 1967: Neubau der Landesbausparkasse Hessen (LBS) in der Junghofstraße
- Hausarchitekt der Hessischen Landesbank für Innenausbau, Renovierung und Unterhaltung
- 1968: Neubau der Abteilung „Anlageberatung“ der Hessischen Landesbank in der Goethestraße
- 1969: Ausgestaltung des Fußgängertunnels vom Hauptbahnhof zur Kaiserstraße
- 1968–1970: Neubau des Verwaltungssitzes der Firma Farben Jenisch im Großen Hirschgraben / Ecke Berliner Straße

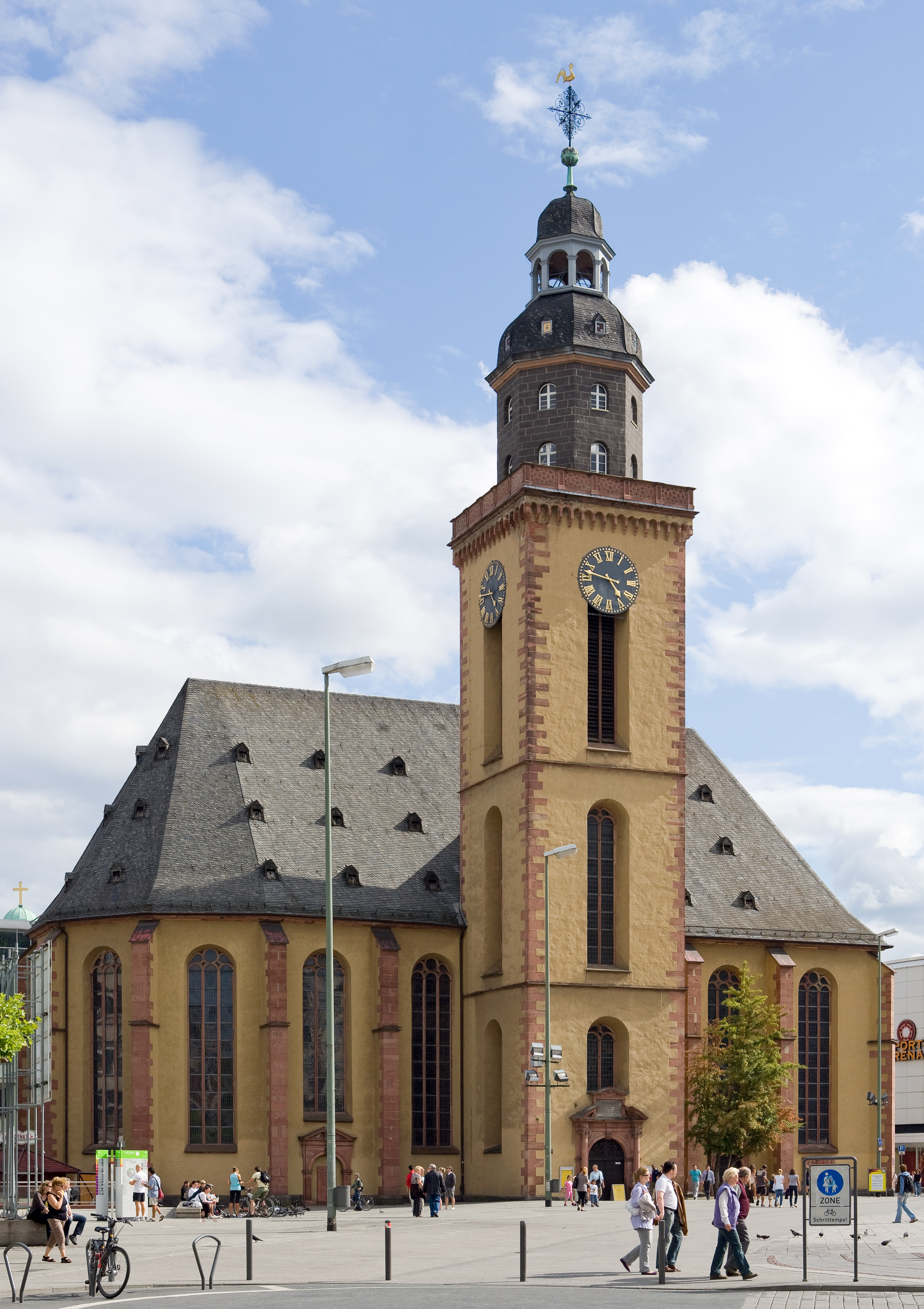
Katharinenkirche in Frankfurt/M.
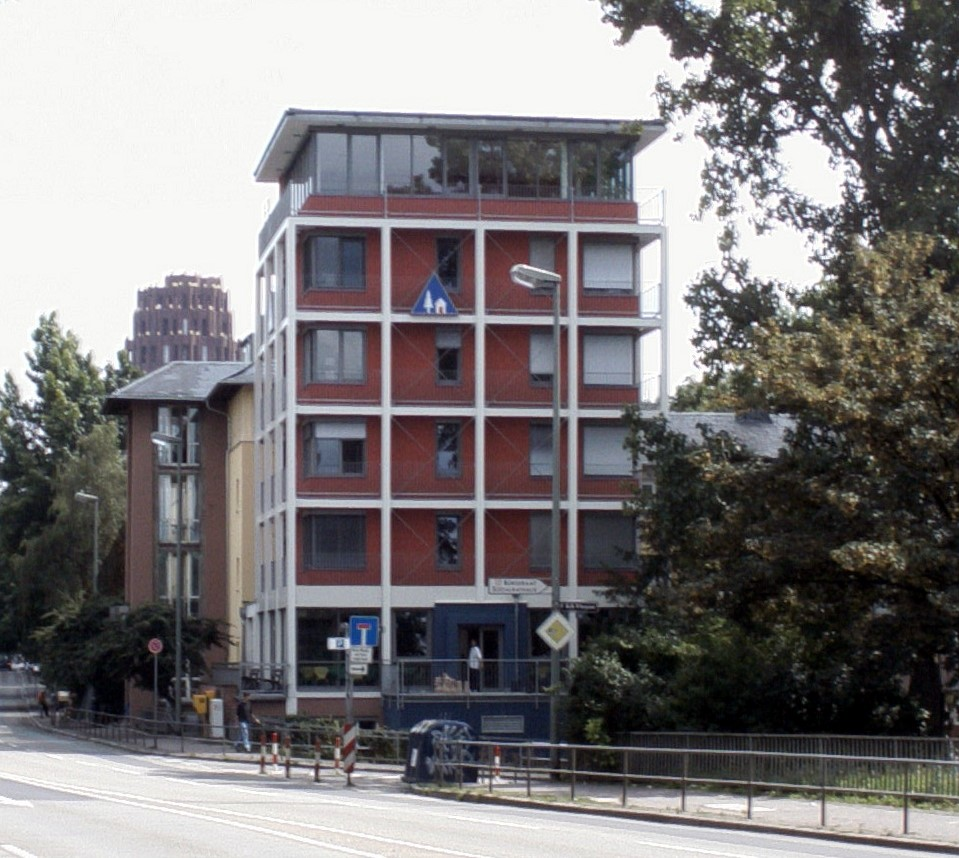
Haus der Jugend
Verwaltungssitz der Firma Farben Jenisch im Großen Hirschgraben / Ecke Berliner Straße
Frankfurt, Großer Hirschgraben: im Vordergrund Haus des Börsenvereins des deutschen Buchhandels mit Cantate-Saal (heute Volkstheater)